# Velká Británie na Zimních olympijských hrách 1948
Velkou Británii na Zimních olympijských hrách 1948 reprezentovalo 55 sportovců (43 mužů a 12 žen) v 6 sportech.

## Medailisté
| Medaile | Jméno                | Sport         | Disciplína       |
| ------- | -------------------- | ------------- | ---------------- |
| Bronz   | Jeannette Altweggová | Krasobruslení | Ženy jednotlivci |
| Bronz}  | John Crammond        | Skeleton      | Muži jednotlivci |